# Adelaide
 For alternative betydninger, se Adelaide (flertydig). (Se også artikler, som begynder med Adelaide)
Adelaide er hovedstad og største by i den australske delstat South Australia. Det er den femtestørste by i Australien med omkring 1,30 millioner (juni 2014) indbyggere. Byens indbyggere kaldes adelaideans. Adelaide ligger nord for Fleurieu-halvøen på sletten Adelaide Plains mellem bugten Gulf St Vincent og den lave bjergkæde Mount Lofty Ranges, der omgiver byen. Adelaide strækker sig 20 km fra kysten til foden af bjergene og 90 km fra Gawler i nord til Sellicks Beach i syd.
Byen er opkaldt efter den britiske kong William 4.'s dronning Adelaide af Sachsen-Meiningen. Adelaide blev grundlagt i 1836. Den var fra starten planlagt som hovedstad for den nye britiske koloni South Australia. Oberst William Light, en af Adelaides grundlæggere, tegnede byplanen og valgte placeringen ved River Torrens i et område, der indtil da var beboet af Kaurna-folket. Light benyttede et skakbrætmønster med brede boulevarder og store pladser. Byen var omgivet af parkområder. Adelaide var fra starten præget af fremgang og velstand. Indtil 2. verdenskrig var den Australiens tredjestørste by. Den var fra starten kendt for religiøs frihed, politisk progressivisme og borgerfriheder. Den er blevet kaldt "Kirkernes By" siden midten af det 19. århundrede.
Adelaide er South Australias hovedstad og kommercielle centrum, og mange af delstatens regeringsinstitutioner samt finansielle institutioner ligger i byen. De fleste af disse ligger i byens centrum på King William Street i North Terrace. I dag er Adelaide kendt for sine mange festivaler, mad og vin samt sine sandstrande. Byen har mange arbejdspladser inden for industri og forsvar. Byen rangeres højt på diverse lister over de bedste byer at bo i. På The Economist Intelligence Units liste over verdens bedste byer at bo i, var den i top 10 i 2010, 2011, 2012 og 2015. Den blev også rangeret som den bedste by at bo i af Property Council of Australia i 2011, 2012 og 2013.

## Historie

### Før europæisk bosættelse
Før den britiske bosættelse blev grundlagt i 1836 var området beboet af det indfødte kaurna-folk (udtales "Garner" eller "Gowna").
Kaurnaernes kultur og sprog blev ødelagt i løbet af få årtier efter den europæiske bosættelse i South Australia. Det er dog lykkedes at genoplive kultur og sprog på basis af beretninger fra bl.a. tidlige missionærer.

### 19. århundrede
-
South Australia blev officielt proklameret som en ny britisk koloni 28 december 1836 nær The Old Gum Tree, som i dag ligger i forstaden Glenelg North. Dagen mindes i South Australia som Proclamation Day. Stedet for koloniens hovedstad blev opmålt af oberst William Light, den første overlandmåler i South Australia, efter tegninger af arkitekten George Strickland Kingston.
Adelaide var fra starten tiltænkt frie indvandrere med borgerrettigheder og religionsfrihed efter ideer af Edward Gibbon Wakefield. Wakefield havde læst beretninger om bosættelserne i Australien, da han i London sad fængslet for at forsøge at bortføre en kvindelig arving. Han indså, at de østlige kolonier led af mangel på arbejdskraft, fordi man tildelte jord til alle indvandrere. Wakefields ide var, at regeringen skulle sælge land i en hastighed, så jordpriserne forblev så høje, at kun mindretallet havde råd til at købe deres egen jord. Pengene fra jordsalget skulle bruges til at sejle udvandrere ud, som ville være nødt til at arbejde hårdt for de etablerede bosættere, hvis de nogen sinde skulle kunne købe deres egen jord På grund af denne politik har Adelaide aldrig modtaget straffefanger fra Storbritannien som de andre australske byer Sydney, Melbourne, Brisbane og Hobart.
Da det skulle være en koloni for frie indvandrere, regnede man ikke med, at der ville være megen kriminalitet. Derfor var der ikke noget fængsel i oberst Lights tegninger i 1837. Allerede midt på året 1837 advarede South Australian Register mod undslupne straffefanger fra New South Wales og man indhentede tilbud på et midlertidigt fængsel. Efter et røveri, et mord og to mordforsøg i marts 1838 oprettede guvernør Hindmarsh en politistyrke, South Australian Police Force (nu South Australia Police) i april under ledelse af den 21-årige Henry Inman. Den første sherif, Samuel Smart, blev såret under et røveri. En af røverne, Michael Magee, blev 2. maj 1838 den første person, der blev hængt i South Australia. William Baker Ashton blev udnævnt til guvernør af det midlertidige fængsel i 1839, og i 1840 fik George Strickland Kingston til opgave at tegne Adelaides nye fængsel. Opførelsen af Adelaide Gaol begyndte i 1841.
Adelaides tidlige historie var præget af økonomisk usikkerhed og dårlig ledelse. Den første guvernør i South Australia, John Hindmarsh, havde hyppige sammenstød med andre ledende figurer, især Resident Commissioner, James Hurtle Fisher. Landområderne omkring Adelaide blev opmålt af Light som forberedelse til salg af over 405 km2 land. Grundlaget for Adelaides tidlige økonomi blev lagt i 1838 med ankomsten af husdyr fra Victoria, New South Wales og Tasmanien. Især produktion af uld blev vigtig for økonomien. Lights opmålinger blev færdiggjort i denne periode og jorden blev straks sat til salg til de første bosættere.[kilde mangler] I 1860 var der hvedefarme fra Encounter Bay i syd til Clare i nord.
Guvernør Gawler efterfulgte Hindmarsh sent i 1838. Selvom han havde fået ordrer fra Storbritannien om ikke at påbegynde offentlige byggerier, startede han med det samme opførelsen af en guvernørbolig, fængslet Adelaide Gaol, politibarakker, et hospital, et toldhus og havneanlæg ved Port Adelaide. Derudover blev der bygget boliger for embedsfolk og missionærer samt udposter til politi og landmålere under Gawlers regeringstid.[kilde mangler] Gawlers mange byggerier betød, at kolonien satte sig i stor gæld, som London endte med at betale.[kilde mangler] Gawler blev kaldt hjem og erstattet med George Edward Grey i 1841. Grey skar de offentlige udgifter kraftigt ned trods stor modstand. Effekten på Adelaides økonomi blev dog ikke så stor. Samme år fandt man sølv i Glen Osmond, landbruget var i fremgang og andre miner blev åbnet i hele staten. Adelaides økonomiske udvikling tog fart. Byen eksporterede kød, uld, vin, frugt og hvede da Grey stoppede i 1845. Det var en voldsom kontrast til lavpunktet i 1842, da en tredjedel af af alle huse i Adelaide var forladt.[kilde mangler]
Handelsforbindelser med de andre australske delstater blev etableret, efter at Murray River blev besejlet i 1853 af Francis Cadell fra Adelaide. South Australia blev en selvstyrende koloni i 1856, da en ny forfatning blev ratificeret af det britiske parlament. Hemmelige afstemninger blev indført og et parlament med to kamre blev valgt den 9. marts 1857. På dette tidspunkt havde kolonien 109.917 indbyggere.
I 1860 åbnede Thorndon Park reservoiret, som endelig gav Adelaide en alternativ vandforsyning til den nu forurenede River Torrens. Gadelamper med gas blev sat op i 1867, University of Adelaide blev grundlagt i 1874, South Australian Art Gallery åbnede i 1881 og Happy Valley Reservoir åbnede i 1896. I 1890'erne blev Australien ramt af en alvorlig økonomisk depression som afslutning på en periode med boomende økonomi. Finansielle institutioner i Melbourne og banker i Sydney lukkede. Fødselsraten i Australien faldt og indvandringen reduceredes kraftigt. Værdien af South Australias eksport blev næsten halveret. Tørke og dårlig høst fra 1884 forværrede problemerne og nogle familier forlod Adelaide til fordel for Western Australia.[kilde mangler] Adelaide var dog ikke så hårdt ramt som Sydney og Melbourne. Fund af sølv og bly ved Broken Hill hjalp også. Der var kun ét år med underskud, men de offentlige udgifter blev kraftigt skåret ned. Vin og kobber var de eneste produkter, som ikke blev ramt af krisen.[kilde mangler]

### 20. århundrede
Elektrisk gadelys blev indført i 1900, og elektriske sporvogne transporterede passagerer fra 1909. 28.000 mænd fra Adelaide blev sendt i kamp under 1. verdenskrig. Historikeren F.W. Crowley, der har undersøgt besøgendes beretninger om Adelaide i starten af det 20. århundrede, skriver, at mange besøgende beundrede den fremsynede byplan og den nye bys velstand. Efter 1. verdenskrig oplevede Adelaide et opsving. Befolkningen voksede og den blev Australiens tredjestørste by — efter Sydney og Melbourne. Opsvinget blev dog kortvarigt. Tørken vendte tilbage og Adelaide blev også ramt af depressionen i 1930'erne. Byen kom dog på fode igen takket være stærkt lederskab.[kilde mangler] Sekundære erhverv reducerede statens afhængighed af primære erhverv, og 2. verdenskrig stimulerede industrien. Playfords regering promoverede Adelaide som et sikkert sted for industrivirksomhed på grund af byens mere afsides placering i forhold til Stillehavet. Værftsindustrien blev udvidet ved den nærliggende havn i Whyalla.
Efter krigen satsede South Australias regering på den industrierfaring, der var blevet opbygget og det lykkedes at tiltrække de amerikanske bilproducenter General Motors og Chrysler. Adelaide havde dermed gennemført transformationen fra landbrugscenter til en moderne by i det 20. århundrede. I 1954 åbnede en rørledning fra Mannum til Adelaide, så byen kunne få vand fra River Murray og i 1955 åbnede en lufthavn ved West Beach. Et immigrationsprogram bragte 215.000 indvandrere, primært fra Europa, til South Australia mellem 1947 og 1973.[kilde mangler] Flinders University og Flinders Medical Centre blev grundlagt i 1960'erne ved Bedford Park syd for byen.
Dunstan-regeringerne i 1970'erne gennemførte en række sociale reformer og gav Adelaide en 'kulturel genoplivning'. Byen blev et center for kunst. Det skyldtes til dels kunstfestivalen "Adelaide Festival of Arts", som var blevet afholdt hvert andet år siden 1960. Adelaide var vært for Australian Grand Prix i Formel 1 fra 1985 til 1996. Løbet blev afviklet på en rundstrækning i gaderne i byens østlige parkområder, indtil det flyttede til Melbourne i 1996. I 1991 kollapsede den statsejede State Bank of South Australia under en økonomisk recession. Det påvirkede økonomien helt til 2004, da kreditrangeringsbureauet Standard & Poor's igen gav South Australia den bedste kreditvurdering. Siden 1999 har motorløbet Clipsal 500 V8 Supercars været kørt på dele af den gamle formel 1 bane. Adelaides højeste bygning, bygget i 1988, hed oprindeligt State Bank Building. I 1991 skiftede den navn til Santos Building og igen i 2006 til Westpac House.

### 21. århundrede
I de første år af det 21. århundrede var der en betydelig stigning i statens investeringer i Adelaides infrastruktur. Rann-regeringen investerede 535 millioner AUD i en stor opgradering af Adelaide Oval, så man kunne spille AFL i byens centrum. Mere end 2 milliarder AUD blev brugt til at bygge det nye Royal Adelaide Hospital ved Adelaide Railway Station. Glenelg-sporvognslinjen blev forlænget gennem centrum til Hindmarsh og jernbanelinjen gennem forstæderne blev forlænget mod syd til Seaford.
Efter en periode med stagnation i 1990'erne og 2000'erne blev der igen startet nye store byggerier i Adelaide. En om- og udbyning af Adelaide Convention Centre til 350 millioner AUD startede i 2012. Tre historiske bygninger blev moderniseret: Torrens Building i Victoria Square blev ombygget til Adelaide-afdelingen for Carnegie Mellon University, University College London og Torrens University. Den gamle børsbygning blev ombygget til brug for Royal Institution Australia, der udbreder kendskabet til naturvidenskab. Endelig blev Glenside Psychiatric Hospital til filmstudier for SA Film Corporation. Regeringen investerede mere end 2 milliarder i et afsaltningsanlæg. Kunstfestivalerne Adelaide Festival, Fringe og Womadelaide blev årlige begivenheder.

## Geografi
Adelaide ligger nord for Fleurieu-halvøen på sletten Adelaide Plains mellem bugten Gulf St Vincent og den lave bjergkæde Mount Lofty Ranges, der omgiver byen. Adelaide strækker sig 20 km fra kysten til foden af bjergene og 90 km fra Gawler i nord til Sellicks Beach i syd. Regional Development Australia, som er et australsk statsorgan, definerer et "Adelaide metropolområde" med et samlet areal på 870 km2 . Australian Bureau of Statistics definerer et væsentligt større statistisk område "Greater Adelaide" med et areal på 3.257 km2. Byen ligger 50 meter over havets overflade. Mount Lofty, som ligger øst for metropolområdet i Adelaide Hills, er 727 meter højt og byens højeste punkt og også det højeste i South Australia syd for Burra.
Før den britiske bosættelse var store dele af Adelaide bushland dog med sandklitter, sumpe og marskland langs kysten. Sandklitterne er forsvundet med byens udvikling og det har forårsaget øget erosion af kysten. Hvor det er praktisk muligt, har staten iværksat programmer til at gendanne og beplante sandklitterne ved flere af Adelaides kystforstæder. Meget af den originale vegetation er blevet ryddet. Det, der er tilbage, findes i reservater som Cleland Conservation Park og Belair National Park. En række vandløb strømmer gennem Adelaide-regionen. De største er Torrens og Onkaparinga. Adelaide er afhængig af sine mange reservoirer for at sikre vandforsyningen. Happy Valley Reservoir leverer omkring 40% og det meget større Mount Bold Reservoir 10% af Adelaides behov.
Adelaide ligger i en af de seismisk aktive regioner i Australien. Den 1. marts 1954 klokken 3:40 blev Adelaide ramt af det hidtil kraftigste registrerede jordskælv. Det målte 5,6 på Richterskalaen og epicenteret lå i Darlington, 12 km fra centrum. Der har været mindre jordskælv i 2010, 2011 og 2014.

### Byplan
Adelaide er en planlagt by, tegnet af den første overlandmåler i South Australia, oberst William Light. Efter hans planer, nu kendt som Lights Vision, blev Adelaide anlagt i skakbrætmønster med fem pladser i centrum og en omgivende ring af parker kendt som Adelaide Parklands. Lights valg af byens placering var fra starten upopulær hos de første bosættere og hos South Australias første guvernør, John Hindmarsh. Det var især på grund af afstanden til havnen Port Adelaide og manglen på ferskvand. Light holdt dog med succes fast ved sit valg trods modstanden.
Der er mange fordele ved Lights byplan: Adelaide har fra starten haft brede veje med flere spor, byen er nem at finde rundt i og et grønt område omkranser centrum. Der er to ringveje som stammer fra den oprindelige plan. Den indre ringvej (A21) går langs parkområdet og den ydre ringvej (A3/A13/A16/A17) følger Grand Junction Road, Hampstead Road, Ascot Avenue, Portrush Road, Cross Road og South Road.
Med forstædernes spredning er Adelaide vokset ud af Lights oprindelige plan. Mange tidligere landsbyer og satellitbyen Elizabeth er blevet opslugt af forstæderne. Nye udvidelser i Adelaide Hills-regionen førte til byggeri af hovedvejen South Eastern Freeway for at håndtere den øgede trafik. Transportkorridoren har ført til yderligere udbygning af forstæderne og igen forbedringer af transportkorridoren. En tilsvarende udvikling har fundet sted i Adelaides sydlige del med byggeriet af Southern Expressway.
Nye veje er ikke de eneste forbedringer af infrastrukturen, som er fulgt med forstædernes spredning. O-Bahn Busway er en sporbus, som da den åbnede i 1980'erne var en unik løsning på transportproblemerne mellem centrum og Tea Tree Gully. Udviklingen af den nærliggende forstad Golden Grove i slutningen af 1980'erne er et eksempel på gennemtænkt byplanlægning.
I 1960'erne blev der udarbejdet en plan, Metropolitan Adelaide Transport Study (MATS), som forberedte byens fremtidige vækst. Planen omfattede motorveje og hovedveje og opgradering af dele af den offentlige transport. Den daværende premierminister Steele Hall godkendte mange dele af planen og regeringen gik så langt som at købe jord til projektet. Den senere Labor-regering ledet af Don Dunstan skrinlagde planen, men lod den købte jord liggende ubebygget i tilfælde af fremtidige behov for at bygge hovedveje. I 1980 vandt det Liberale parti regeringsmagten og premierminister David Tonkin startede salget af jord erhvervet til MATS planen og forhindrede hermed i realiteten byggeriet af hovedparten af de veje, der var indeholdt i MATS-planen. Dele af jorden er blevet brugt til f.eks. O-Bahn Busway og Southern Expressway, men hovedparten er blevet brugt til boliger.
I 2008 annoncerede South Australias regering planerne for en række infrastrukturforbedringer i Adelaides metropolområde. Man opkøbte 10 hektar i et industriområde i Bowden for 52,5 millioner AUD til det første af disse projekter. Området er afgrænset af Park Terrace mod syd, jernbanelinjen mellem Adelaide og Outer Harbour mod vest, Drayton Street mod nord og Sixth og Seventh Street mod øst.

#### Boliger
Historisk har Adelaides forstadsområder været præget af et-planshuse med en typisk grundstørrelse på 1.000 m2 (¼ acre). Der var mangel på lokalt træ, som var velegnet til byggeri, hvilket førte til en tidlig udvikling af teglværksindustri. Udover mursten blev der også brugt sten til huse og andre bygninger. I 1891 var 68% af husene bygget af sten, 15% af træ og 10% af mursten. Mursten blev især brugt som hjørnesten, i vindues- og døråbninger samt til skorstene og kaminer.
Der er stor variation i udførelsen af disse huse. Efter begge verdenskrige var røde mursten populære. I 1960'erne var creme-farvede mursten populære og i 1970'erne var det mørkerøde og brune.[kilde mangler] Indtil 1970'erne var tagbelægningen typisk bølgeblik eller røde teglsten. Siden er cementtegl og andre former for bliktage i forskellige farver blevet populære. De fleste huse har tag med hældning. Indtil 1970'erne var hovedparten af husene dobbeltmurede.[kilde mangler] Siden dengang har der været en udvikling mod at husene er bygget over et træskelet eller et stålskelet med ydermuren i mursten. En vigtig faktor i Adelaides forstadshistorie er South Australian Housing Trust, som har haft ansvaret for at skaffe billige arbejderboliger.
I 1960'erne og 1970'erne blev mange ældre huse revet ned og erstattet af tre til fem et-plansboliger på samme adresse og fælles indkørsel.[kilde mangler] To-etagers blokke med lejligheder var også populære i denne periode. Nederlandsk kolonistil er sjælden i Adelaide, men der findes nogle markante eksempler i den stil, der blev populær i USA i 1960'erne. Stilarten blev bragt til South Australia af George Gavin Lawson.[kilde mangler] I det 21. århundrede har politikken "Urban infill" (byopfyldning) sat sit præg på boligområderne. Når gamle etplans-huse er blevet revet ned, er de blevet erstattet af 2-etages dobbelthuse.[kilde mangler]

### Klima
Adelaide har middelhavsklima (Köppens klimaklassifikation Csa) med varme tørre somre og milde vintre med mest nedbør i vintermånederne. Adelaide får nok nedbør til at undgå Köppens BSh (tørt klima, steppe) klassifikation. Nedbør er uregelmæssig og begrænset i sommermånederne. Om vinteren falder regnen mere regelmæssigt. Juni er den vådeste måned med et gennemsnit omkring 80 mm. Frost er sjældent, men forekom bl.a. i juli 1908 og juli 1982. Hagl forekommer hyppigt om vinteren. Adelaide er en forblæst by og vinden får byen til at virke koldere om vinteren. Snefald i metropolområdet er yderst sjældent, hvis man ser bort fra meget små og sporadiske mængder i bakkerne og ved Mount Lofty. Sidste gang var den 11. juli 2015. Dugpunktet om sommeren ligger typisk mellem 8 °C og 10 °C.
| Vejr for Adelaide (Kent Town, 1977-2013) | Vejr for Adelaide (Kent Town, 1977-2013) | Vejr for Adelaide (Kent Town, 1977-2013) | Vejr for Adelaide (Kent Town, 1977-2013) | Vejr for Adelaide (Kent Town, 1977-2013) | Vejr for Adelaide (Kent Town, 1977-2013) | Vejr for Adelaide (Kent Town, 1977-2013) | Vejr for Adelaide (Kent Town, 1977-2013) | Vejr for Adelaide (Kent Town, 1977-2013) | Vejr for Adelaide (Kent Town, 1977-2013) | Vejr for Adelaide (Kent Town, 1977-2013) | Vejr for Adelaide (Kent Town, 1977-2013) | Vejr for Adelaide (Kent Town, 1977-2013) | Vejr for Adelaide (Kent Town, 1977-2013) |
|                                          | Jan                                      | Feb                                      | Mar                                      | Apr                                      | Maj                                      | Jun                                      | Jul                                      | Aug                                      | Sep                                      | Okt                                      | Nov                                      | Dec                                      | År                                       |
| ---------------------------------------- | ---------------------------------------- | ---------------------------------------- | ---------------------------------------- | ---------------------------------------- | ---------------------------------------- | ---------------------------------------- | ---------------------------------------- | ---------------------------------------- | ---------------------------------------- | ---------------------------------------- | ---------------------------------------- | ---------------------------------------- | ---------------------------------------- |
| Gennemsnitlig maks °C                    | 29,3                                     | 29,4                                     | 26,4                                     | 22,7                                     | 18,9                                     | 16,1                                     | 15,3                                     | 16,6                                     | 19                                       | 21,8                                     | 25,2                                     | 27                                       | 22,3                                     |
| Gennemsnitlig min °C                     | 17,1                                     | 17,2                                     | 15,3                                     | 12,4                                     | 10,2                                     | 8,1                                      | 7,5                                      | 8,2                                      | 9,7                                      | 11,5                                     | 14,1                                     | 15,6                                     | 12,2                                     |
| Gennemsnitlig nedbør mm                  | 19                                       | 13,5                                     | 27,2                                     | 39,6                                     | 59,9                                     | 79,3                                     | 75,9                                     | 69,2                                     | 58,7                                     | 42,8                                     | 30,2                                     | 28,6                                     | 544,9                                    |
| Kilde: Bureau of Meteorology             |                                          |                                          |                                          |                                          |                                          |                                          |                                          |                                          |                                          |                                          |                                          |                                          |                                          |

## Demografi
| Storbritannien Grækenland Kina Italien | Tyskland Libanon Vietnam |

Ved folketællingen i 2011 havde Adelaides metropolområde en befolkning på 1.225.235, hvilket gør den til Australiens femtestørste by. Omkring 77 % af South Australias befolkning er bosiddende i Adelaides metropolområde.
Befolkningstilvæksten har de senere år primært været i de ydre forstæder som Mawson Lakes og Golden Grove. Adelaides indbyggere bebor 366.912 huse, 57.695 rækkehuse, terrassehuse og byhuse samt 49.413 lejligheder.
Omkring en sjettedel (17,1 %) af befolkningen har en universitetsuddannelse. Antallet af indbyggere med en erhvervsfaglig uddannelse faldt fra 62,1 % af arbejdskraften i 1991 til 52,4 % i 2001.
29,8 % af befolkning er født uden for Australien. Forstæder som Newton, Payneham og Campbelltown i øst og Torrensville, West Lakes og Fulham i vest har store græske og italienske befolkningsgrupper. Det italienske konsulat ligger i den østlige forstad Payneham. Der bor mange vietnamesere i de nordvestlige forstæder Woodville, Kilkenny, Pennington, Mansfield Park og Athol Park samt i de nordlige forstæder Parafield Gardens og Pooraka. Indvandrere fra Indien og Sri Lanka har slået sig ned i de indre forstæder i nord Blair Athol, Kilburn og Enfield samt i syd i Plympton, Park Holme og Kurralta Park.
Forstæder som Para Hills, Salisbury, Ingle Farm og Blair Athol i nord og Findon, West Croydon og Seaton i vest har mange indvandrere fra Afghanistan og Iran. Kinesiske indvandrere har fortrinsvis bosat sig i de østlige og nordlige forstæder som Kensington Gardens, Greenacres, Modbury og Golden Grove. Mawson Lakes har mange internationale studerende, da den ligger tæt på University of South Australia. De fem største grupper af udenlandsfødte er fra Storbritannien (7,0 %), Italien (1,6 %), Indien (1,4 %), Kina (1,3 %) og Vietnam (1.0 %). Udover engelsk er de mest talte sprog italiensk (2,6 %), græsk (1,9 %), mandarin (1.3 %), vietnamesisk (1,3 %) og kantonesisk (0.7 %).

### Alderssammensætning
Adelaides befolkning er ældre end i de andre australske hovedbyer. 27,5 % af Adelaides befolkning er 55 år eller ældre sammenlignet med nationalgennemsnittet på 25,6 %. Adelaide har det relativt laveste antal børn (under 15 år). De udgør 17,7 % af befolkningen mod 19,3 % på nationalplan.

### Religion
Adelaide blev grundlagt med visioner om religiøs tolerance, og det tiltrak en række religiøse grupperinger. Derfor er Adelaide blevet kendt som Kirkernes By. Alligevel erklærede 28 % af befolkningen ved folketællingen i 2011, at de ikke havde noget religiøst tilhørsforhold. På landsplan var tallet 22.3 %, hvilket gør Adelaide til en af de mindst religiøse byer i Australien. Over halvdelen af befolkningen betragter sig selv som kristne. De største grupperinger er katolikker (21,3 %), anglikanere (12,6 %), medlemmer af Uniting Church (7,6 %) og ortodokse (3.5 %).
Den jødiske befolkningsgruppe går tilbage til 1840. I 1848 boede der 58 jøder i byen. Den jødiske synagoge blev bygget i 1871, da 435 jøder boede i byen. Mange jøder var med i byrådene som Judah Moss Solomon (1852–66) og andre efter ham. Tre jøder har været valgt til borgmester. I 1960'erne var den jødiske befolkning omkring 1.200. I 2001 erklærede 979 under folketællingen at tilhøre den jødiske religion. I 2011 boede over 1.000 jøder i byen og de havde såvel en ortodoks og en reformeret skole samt et virtuelt jødisk museum.
Den "Afghanske" befolkningsgruppe i Australien blev etableret i 1860'erne da dromedarer blev indført sammen med deres pathanske, punjabiske, baluchiske og sindhiske førere. De gav mulighed for at bosætte de tørre områder i det centrale Australien. Indtil de blev overflødiggjort af jernbaner og senere motorkøretøjer, spillede de en uvurderlig økonomisk og social rolle med at transportere tunge læs til og fra de isolerede bosættelser og miner. Deres rolle mindes i navnet The Ghan, som er passagertoget der kører mellem Adelaide, Alice Springs, og Darwin. Central Adelaide Mosque regnes for at være Australiens ældste moské, men en tidligere moské i Marree i den nordlige del af South Australia stammer fra 1861–62. Den blev tidligere forladt eller revet ned, men er nu blevet genopbygget.

## Regering
Adelaides metropolområde er opdelt i 18 lokalregeringsområder. Heriblandt er den centrale, City of Adelaide, som dækker centrum, North Adelaide og det omgivende Adelaide Parklands. Det er den ældste lokalregering i Australien og blev grundlagt i 1840, da Adelaides og Australiens første borgmester, James Hurtle Fisher, blev valgt. Siden 1919 har Citys borgmester haft titlen lord mayor. Den nuværende er Martin Haese.
Adelaide er som hovedstad i South Australia sæde for South Australias regering. Statsregeringen samarbejder i udstrakt grad med City of Adelaide. I 2006 dannede man Ministeriet for City of Adelaide til at varetage samarbejdet med Adelaide City Council og borgmesteren for at forbedre Adelaides omdømme. Statsparlamentets Capital City Committee er også involveret i styringen af Adelaide. Den beskæftiger sig primært med planlægningen af Adelaides byudvikling og vækst.

## Økonomi
Social- og sundhedssektoren har været South Australias største arbejdsgiver, siden den i 2006-07 overhalede industrisektoren. I 2009–10 beskæftigede industrisektoren 83.700 personer mod social- og sundhedssektorens 103.300 personer svarende til næsten 13% af den samlede beskæftigelse.
Detailhandel var den næststørste arbejdsgiver i South Australia (2009–10) med 91.900 jobs (12% af arbejdsstyrken) .
Industri, forsvarsteknologi, højteknologisk industri og forskning, eksport af råvarer og de tilhørende serviceindustrier spiller alle en rolle i South Australias økonomi. Næsten halvdelen af alle biler fremstillet i Australien er lavet i Adelaide på General Motors Holdens fabrik i Elizabeth.
Den statsejede State Bank of South Australias kollaps i 1991 resulterede i en stor statsgæld (op til 4 milliarder AUD). De efterfølgende regeringer skar kraftigt ned på udgifterne, hvilket førte til yderligere økonomisk nedtur for byen og staten. Gælden er siden blevet reduceret og statsregeringen har igen fået den højeste kreditvurdering.
Det globale mediekonglomerat News Corporation blev grundlagt i Adelaide og havde sit hovedkvarter i byen indtil 2004. Stifteren Rupert Murdoch betragter stadig Adelaide som det "åndelige" hjemsted. Australiens største olieselskab, Santos, bryggeriet Coopers og den landsdækkende detailkæde Harris Scarfe har hovedkvarter i Adelaide.

### Forsvarsindustri
En stor del af Australiens forsvarsindustri ligger i Adelaide. Den bidrager med mere end 1 milliard AUD til South Australias bruttostatsprodukt. Den vigtigste offentlige militære forskningsinstitution, Defence Science and Technology Organisation, og private forsvarsindustrivirksomheder som BAE Systems Australia og Lockheed Martin Australia er beliggende nord for Salisbury og vest for Elizabeth i et område, som nu kaldes "Edinburgh Parks", ved siden af flyvebasen RAAF Base Edinburgh.
Andre, som Saab Systems og Raytheon ligger i eller nær Technology Park. ASC Pty Ltd ligger i industriforstaden Osborne. South Australia fik ansvaret for at bygge Australiens ubåde i Collins-klassen og senere en kontrakt på 6 milliarder AUD til at bygge flådens, Royal Australian Navy, destroyere.

### Arbejdsløshed
I november 2015 havde Adelaide en arbejdsløshed på 7,4% og en ungdomsarbejdsløshed på 15% 
Den ugentlige medianindkomst for personer over 15 år var 447 AUD om ugen i 2006 i forhold 466 AUD på landsplan. For familier var det 1.137 AUD om ugen mod 1.171 AUD på landsplan. Bolig- og leveomkostninger er generelt væsentligt lavere i Adelaide end i andre australske storbyer. Medianhusprisen i Adelaide er det halve af Sydneys og to tredjedele af Melbournes. De nordlige forstæders arbejdsløshed er den højeste med 8,3%. mens den i øst og syd ligger under gennemsnittet i Adelaide med 4,9% henholdsvis 5.0%.

### Huspriser
I perioden marts 2001 – marts 2010 steg median-huspriserne i Adelaide næsten til det tredobbelte (omkring 285% svarende til 11% om året). I de 5 år fra marts 2007 – marts 2012, steg priserne med ca. 27% svarende til 5% om året.
Oversigt:
| Marts     | 2001    | 2002    | 2003    | 2004    | 2005    | 2006    | 2007    | 2008    | 2009    | 2010    | 2011    | 2012    |
| Median    | 140,000 | 170,000 | 200,000 | 250,000 | 270,000 | 280,000 | 300,000 | 360,000 | 350,000 | 400,000 | 400,000 | 380,000 |
| % ændring |         | 21%     | 18%     | 25%     | 8%      | 4%      | 7%      | 20%     | −3%     | 14%     | 0%      | −5%     |

Alle tal er tilnærmede og afrundede. Efter marts 2012, offentliggør REISA ikke længere medianhuspriser for Adelaides metropolområde.
Hvert kvartal publicerer The Alternative and Direct Investment Securities Association (ADISA) en liste over mediansalgspriserne for huse per forstad og lokalregering.[kilde mangler] (Tidligere blev det gjort af REISA) Da mange af Adelaides forstæder er små og dermed har få solgte huse, giver statistiske analyser som "top 10 dyreste forstæder" mange udskiftninger hvert kvartal. Kvartalsrapporter for de sidste to år findes på REISAs website.

## Uddannelse og forskning
Uddannelse udgør en stadigt større betydning for Adelaides økonomi. South Australias regering og uddannelsesinstitutionerne i byen prøver at profilere Adelaide som "Australiens uddannelsescentrum" og en "Learning City." Antallet af internationale studerende, som læser i Adelaide, er kraftigt stigende og nåede 30.726 i 2015. Heraf var de 1.824 studerende på gymnasieniveau. Udover byens eksisterende institutioner har flere udenlandske universiteter afdelinger i Adelaide.

### Grundskole og gymnasium
I grundskolen og gymnasiet er der både offentlige og private skoler. De offentlige skoler er drevet af staten, mens de private er uafhængige eller katolske. Alle skoler afsluttes med et South Australias eksamensbevis South Australian Certificate of Education (SACE) eller i mindre grad International Baccalaureate (IB). Adelaide har det højeste antal IB-skoler i Australien.[kilde mangler]

### Videregående uddannelse
Der er tre offentlige og et privat universitet i Adelaide. Derudover har tre udenlandske universiteter kollegier i byen. Flinders University of South Australia, University of Adelaide, University of South Australia og Torrens University Australia — en del af Laureate International Universities er beliggende i Adelaide. University of Adelaide er rangeret blandt de 150 bedste universiteter i verden. Flinders ligger i top 250 og University of SA i top 300. Torrens University Australia er en del af et internationalt netværk med mere end 70 videregående uddannelsesinstitutioner i over 30 lande verden over. Den historiske Torrens Building i Victoria Square huser Carnegie Mellon Universitys Heinz College Australia, Cranfield Universitys Defence College of Management and Technology og University College Londons School of Energy and Resources (Australia) og udgør byens internationale universitetsområde.
University of Adelaide med 25.000 studerende er Australiens tredjeældste universitet og medlem af den ledende gruppe af universiteter i Australien "Group of Eight". Det har fem afdelinger i South Australia, heraf to i Adelaide centrum, samt en afdeling i Singapore. University of South Australia med 37.000 studerende har to afdelinger i North Terrace, tre andre i metropolområdet og afdelinger i Whyalla og Mount Gambier. Flinders University of South Australia med 21.809 studerende ligger i den sydlige forstad Bedford Park ved siden af Flinders Medical Centre og har en lille afdeling i Victoria Square.
Der er flere erhvervsfaglige uddannelsessteder, TAFE, i metropolområdet. Adelaide College of the Arts, som hører under TAFE, er anerkendt i Australien for sin uddannelser inden for billedkunst og teater.

### Forskning
Udover universiteterne har Adelaide flere forskningsinstitutioner. Heriblandt er Royal Institution of Australia, om blev oprettet i 2009 som et modstykke til den to-hundrede år gamle britiske Royal Institution of Great Britain. Mange af institutionerne ligger samlet i klynger i Adelaides metropolområde:
- Den østlige del af North Terrace: IMVS;[85] Hanson Institute;[86] RAH; National Wine Centre.
- Den vestlige del af North Terrace: South Australian Health and Medical Research Institute (SAHMRI), beliggende ved siden af det nye Royal Adelaide Hospital.
- Waite Research Precinct: SARDI hovedsæde og planteforskningscenter, AWRI,[87] ACPFG[88] og CSIRO forskningslaboratorier.[89] SARDI har også afdelinger i Glenside[90] og West Beach.[91]
- Edinburgh, South Australia: DSTO, BAE Systems (Australia) og Lockheed Martin Australia Electronic Systems.
- Technology Park (Mawson Lakes): BAE Systems, Optus, Raytheon, Topcon og Lockheed Martin Australia Electronic Systems.
- Forskningspark ved Thebarton: virksomheder som arbejder med materialeteknologi, bioteknologi, miljøteknologi, informationsteknologi, industrielt design, laser/optisk teknologi, medicinalprodukter, radarsystemer, telekommunikation og olieindustri.
- Science Park (ved siden af Flinders University): Playford Capital.
- Basil Hetzel Institute for Translational Health Research[92] i Woodville er forskningsdelen af Queen Elizabeth Hospital, Adelaide

- Mitchell Building og Bonython Hall, University of Adelaide
- Hawke Building, del af UniSA, City West Campus
- Flinders University bygninger set fra universitetsområdets bakker
- Torrens University
- SAHMRI

## Kultur
Selv om Adelaide blev etableret som en britisk koloni og kulturelt var meget engelsk, så tiltrak den tidligt indvandrere fra andre dele af Europa. Det var især tyskere, som flygtede fra religiøs forfølgelse. De første tyske lutheranere ankom i 1838. De medbragte stiklinger fra vinplanter, som de brugte til at grundlægge de anerkendte vingårde i Barossa Valley.
Efter 2. verdenskrig slog britiske, italienske, græske, hollandske, polske og andre europæiske indvandrere sig ned i Adelaide.[kilde mangler] Afslutningen på Vietnamkrigen i 1975 gav en bølge af indo-kinesiske indvandrere til Adelaide.[kilde mangler]

### Kunst og underholdning
Adelaides kunstscene blomstrede i 1960'erne og 1970'erne med støtte fra de to store politiske partier. De kendte festivaler Adelaide Festival of Arts og Fringe Festival startede i 1960, mens Thomas Playford var premierminister. Byggeriet af Adelaide Festival Centre begyndte under premierminister Steele Hall i 1970 og blev færdiggjort under den efterfølgende regering med Don Dunstan i spidsen. Denne oprettede også South Australian Film Corporation og i 1976 State Opera of South Australia.
Siden starten er Adelaide Festival blevet udvidet med Adelaide Cabaret Festival, Adelaide Film Festival, Adelaide Festival of Ideas, Adelaide Writers' Week og WOMADelaide. De bliver overvejende afviklet om efteråret i marts måned (lokalt kaldet 'mad March' (gale marts) på grund af den hektiske stemning omkring de mange arrangementer). Der er også andre festivaler som FEAST (LGBT-festival), Tasting Australia (mad- og vinfestival, som afholdes hvert andet år) og Royal Adelaide Show (et årligt dyrskue og folkefest).
Der er mange etniske kulturarrangementer. De største er den tyske Schützenfest og græske Glendi. Adelaide har også verdens største juleoptog Adelaide Christmas Pageant.[kilde mangler] Som statshovedstad har Adelaide en lang række kulturinstitutioner, hvoraf mange ligger langs boulevarden i North Terrace. Art Gallery of South Australia, med omkring 35.000 genstande, har Australiens næststørste statsejede samling. Ved siden af ligger South Australian Museum og State Library of South Australia, mens Adelaide Botanic Garden, National Wine Centre og Tandanya National Aboriginal Cultural Institute ligger tæt på i East End. Bag State Library ligger Migration Museum, som er Australiens ældste indvandrermuseum. Samtidskunst findes på Contemporary Art Centre of South Australia. Adelaide Festival Centre, som ligger ned til River Torrens, er omdrejningspunktet for megen af den kulturelle aktivitet i byen. Centret huser State Theatre Company of South Australia. Andre steder er Adelaide Entertainment Centre og byens mange små teatre, pubber og cabaret-barer.
Adelaides musikscene har fostret flere musikgrupper og solister, der har opnået national og international berømmelse. Det omfatter Adelaide Symphony Orchestra, Adelaide Youth Orchestra, rockgrupperne The Angels, Cold Chisel, The Superjesus, Wolf & Cub, roots/blues gruppen The Audreys, de internationalt anerkendte metalgrupper I Killed The Prom Queen og Double Dragon, den populære hip-hop-gruppe Hilltop Hoods, popsangerne Sia, Orianthi, Guy Sebastian og Wes Carr samt det internationalt succesfulde hyldestband Australian Pink Floyd Show.
Rocksangeren Jimmy Barnes tilbragte det meste af sin barndom i den nordlige forstad Elizabeth. Paul Kelly voksede op i Adelaide og var head prefect på Rostrevor College. Den første vinder af Australian Idol, Guy Sebastian, kommer fra den nordøstlige forstad Golden Grove. Den amerikanske musiker Ben Folds slog sig ned i Adelaide, da han var gift med australske Frally Hynes. Folds indspillede en sang om Adelaide, før han flyttede fra byen. Udover sin egen WOMADelaide tiltrækker Adelaide mange andre turnerende musikfestivaler som Big Day Out, Creamfields, Future Music, Laneway, Parklife, Soundwave, Stereosonic og Summadayze
Adelaide har to af Australiens førende moderne dansekompagnier. Australian Dance Theatre og Leigh Warren & Dancers optræder ved statsfestivaler og andre steder nationalt og internationalt. Restless Dance Theatre er også hjemmehørende i Adelaide og er nationalt anerkendt for at arbejde med både handicappede og ikke-handicappede dansere.

#### Koncertsteder
Popkoncerter afvikles eller er blevet afviklet i Adelaide Entertainment Centre, Adelaide Festival Theatre, Adelaide Oval, Apollo Stadium, Memorial Drive Park og Thebarton Theatre. Andre koncertsteder og teatre er Adelaide Town Hall, Dunstan Playhouse og Her Majesty's Theatre.

### Medier

#### Aviser
Aviser i Adelaide domineres af News Corporation, der er grundlagt i Adelaide. Den eneste avis i South Australia, der udkommer dagligt, er The Advertiser, der udgives af News Corporation seks dage om ugen. News Corporation udgiver også søndagsavisen Sunday Mail.
Der er 11 lokalaviser, som udkommer ugentligt. De kaldes samlet Messenger Newspapers og udgives også af News Corporation. The Independent Weekly var en lille uafhængig avis med alternative synspunkter, men papirudgaven lukkede i november 2010 og eksisterer nu kun som et digitalt nyhedsbrev. The Adelaide Review er en gratisavis, som udkommer hver anden uge. Andre uafhængige magasin-lignende udgivelser findes, men er ikke udbredte.

#### Fjernsyn
Alle fem nationale TV-netværk i Australien sender HDTV i Adelaide. De deler tre sendere på bakkekammen nær toppen af Mount Lofty. To andre sendere står i Grenfell Street og Elizabeth Downs. De to statsstøttede stationer er Australian Broadcasting Corporation (ABC South Australia) og Special Broadcasting Service (SBS). De to private netværk, Seven Network og Network Ten, ejer begge deres Adelaide stationer (SAS-7 henholdsvis ADS-10).
Adelaides NWS-9 er del af Nine Network. Udover ABC, Seven, Nine, Ten og SBS er der en række andre digitale kanaler: One, Eleven, TVSN, Spree TV, ABC2/KIDS, ABC3, ABC News 24, SBS HD, SBS2, Food Network, NITV, 7Two, 7mate, TV4ME, RACING.COM, 9HD, 9Gem, 9Go!, 9Life og eXtra. Adelaide har også lokaltv-stationen Channel 44. Foxtel pay TV er tilgængeligt som kabel-tv i nogle få områder og som satellit-tv i hele metropolområdet.
Som en del af den nationale udfasning af analog fjernsyn i Australien blev Adelaides analoge sendere lukket ned 2. april 2013.

#### Radio
Der er tyve radiostationer, som betjener metropolområdet, og fire lokalstationer, der dækker dele af området. Af de tyve, som dækker hele området, er de seks kommercielle stationer, seks er lokalstationer, seks er nationale stationer og de sidste to er narrowcast stationer.
| Kommercielle stationer omfatter: - AM: Cruise 1323, FIVEaa 1395 - FM: Nova 91.9, Mix 102.3, Triple M 104.7, SAFM 107.1 |  | ABC og andre ikke-kommercielle omfatter: - AM: Radio National 729, 891 Adelaide (Local Radio), NewsRadio 972 - FM: Classic FM 103.9, Triple J 105.5, Fresh FM 92.7, Radio Adelaide 101.5, Three D Radio 93.7 |

## Sport
De vigtigste sportsgrene, der spilles professionelt i Adelaide er australsk fodbold, fodbold, cricket, netball og basketball. Adelaide har to hold i Australian Football League (den bedste række i australsk fodbold): Adelaide Crows og Port Adelaide Football Club og et A-League fodboldhold Adelaide United. En lokal liga for australsk fodbold, SANFL, udgøres af ti hold området omkring Adelaide. SANFL har eksisteret siden 1877, da den startede som South Australian Football Association (SAFL). I 1927 skiftede den navn til SANFL. Det er den ældste turnering i Australia inden for australsk fodbold, fodbold og rugby.[kilde mangler] Adelaide har tradition for at samle mange tilskuere til større sportsbegivenheder. Indtil renoveringen og opgraderingen i 2012–14 af Adelaide Oval blev de fleste større sportsbegivenheder afviklet på AAMI Stadium (dengang hjemmebane for Adelaide Crows og Port Adelaide) eller den historiske Adelaide Oval, hjemmebane for cricketholdene Southern Redbacks og Adelaide Strikers. Adelaide Crows og Port Adelaides hjemmekampe bliver nu spillet i Adelaide Oval.
Siden 1884 er der hver sommer blevet spillet international test cricket i Adelaide Oval sammen med en række One Day International cricketkampe. Memorial Drive Park ved siden af Adelaide Oval er blevet brugt til Davis Cup og andre store tennisturneringer som Adelaide International, der blev spillet indtil 2009 (nu kendt som Brisbane International). Adelaides professionelle fodboldklub, Adelaide United, spiller i A-League. Klubben blev grundlagt i 2003 og spiller deres hjemmekamp på Hindmarsh Stadium, der har en kapacitet på 17.000 og er et af få stadions i Australien, som er bygget til fodbold.
I 1997 og 1998 havde Adelaide et hold i den bedste australske række i rugby league. New South Wales Rugby League spillede en enkelt kamp per sæson i Adelaide Oval i fem år fra 1991.[kilde mangler] Klubben Adelaide Rams blev dannet og spillede i udbryderligaen Super League (SL) i 1997 før den skiftede til den nye National Rugby League i 1998. TIl at begynde med spillede den i Adelaide Oval, men flyttede i slutningen af 1998-sæsonen til det mere passende Hindmarsh Stadium. Som del af en fredsaftale med Australian Rugby League om at slutte stridighederne lukkede klubbens ejere News Limited (som også ejede SL) pludseligt klubben få uger før sæsonstarten i 1999.
Adelaide har to professionelle basketballhold. Mændenes er Adelaide 36ers, som spiller i National Basketball League Australia og hos kvinderne er det Adelaide Lightning, som spiller i Women's National Basketball League. Begge hold spiller deres hjemmekampe i Adelaide Arena. Adelaide har et professionelt netball-hold, Adelaide Thunderbirds, som spiller i ANZ Championship (turneringen dækker både Australien og New Zealand). De spiller deres hjemmekampe i ETSA Park. Thunderbirds spiller også enkelte større kampe i Adelaide Entertainment Centre, mens internationale netball-kampe som regel spilles i enten Entertainment Centre eller Adelaide Arena.
Siden 1999 er det professionelle cykelløb Tour Down Under blevet kørt omkring Adelaide. Løbet er organiseret og ledet af den i Adelaide bosiddende Mike Turtur. Turtur vandt olympisk guld for Australien i 4000 meter holdforfølgelsesløb i 1984 i Los Angeles. Tour Down Under er det største cykelløb udenfor Europa og var det første løb uden for Europa, som fik UCI ProTour status. Adelaide har også holdet Adelaide Bite i Australian Baseball League. De har spillet siden 2009 og spiller ders hjemmekamp på Coopers Stadium. Navnet stammer fra den lokale bugt, Great Australian Bight, og de mange lokale hvidhajer. Adelaide har også et ishockeyhold, Adelaide Adrenaline i den bedste række, Australian Ice Hockey League (AIHL). De var nationale mestre i 2009 og spiller i Ice Arena.
Australiens Grand Prix i Formel 1 blev kørt i Adelaide fra 1985 til 1995 på Adelaide Street Circuit, en rundstrækning i byens østlige parkområder. Grand Prixet var en kilde til stolthed i byen og det overraskende tab af løbet til Melbourne efterlod et tomrum, som siden er blevet udfyldt af det succesrige motorløb Clipsal 500,der bliver afholdt på en modificeret udgave af Adelaide Street Circuit. Classic Adelaide er et rally for klassiske sportsvogne, som bliver kørt i omkring byen.
World Solar Challenge er et løb for biler drevet af solenergi. Det er blevet kørt 13 gange siden 1987. Ruten går de 3.000 km fra Darwin i nord til Adelaide i syd. Løbet tiltrækker hold fra hele verden. De fleste kommer fra universiteter og virksomheder, men også high schools deltager. Verdensmesterskaberne i bowls blev afholdt i Adelaide 2012 i Lockleys Bowling Club. Adelaide blev hermed den tredje by, som afholdt mesterskaberne for anden gang. Første gang var i 1996.
Motorløb på slaggebaner også populært i Adelaide, der har tre baner. Speedway City, der bruges til billøb, ligger ved siden af racerbanen Adelaide International Raceway ved Virginia 24 km nord for centrum, har været i brug siden 1979. Gillman Speedway ligger i forstaden Gillman og har været brugt siden 1998 til speedway (inklusiv sidevogne), mens Sidewinders Speedway bruges til speedway for unge under 16. Banen har været i brug siden 1978.

## Infrastruktur

### Sundhed
Adelaides to største hospitaler er Royal Adelaide Hospital (RAH), universitetshospital for University of Adelaide (705 senge) og Flinders Medical Centre (580 senge) i Bedford Park, universitetshospital for Flinders University. Andre større offentlige hospitaler i Adelaide er Women's and Children's Hospital (305 senge) på King William Road i North Adelaide, Queen Elizabeth Hospital (340 senge) i Woodville, Repatriation General Hospital, Daw Park (300 senge) i Daw Park og Lyell McEwin Hospital (198 senge) i Elizabeth. Disse hospitaler er alle universitetshospitaler. Royal Adelaide Hospital har specialafdelinger forskellige steder i Adelaides forstæder som Hampstead Rehabilitation Centre i Northfield og Glenside Campus Mental Health Service. Adelaide har også en række private hospitaler i centrum og i forstæderne.
I juni 2007 annoncerede statsregeringen en række opgraderinger af sundhedssektoren. Et nyt hospital skulle bygges på et gammelt jernbaneområde i den vestlige del af byen og afløse. Det nye 800-senges hospital var budgetteret til 1,85 milliarder AUD. Byggeriet startede i juni 2011 og forventes at være færdigt i 2016.
Derudover blev det annonceret at Flinders Medical Centre skulle opgraderes og være det primære hospital for de sydlige forstæder og tilsvarende skulle Lyell McEwin Hospital i Elizabeth være hovedhospital for de nordlige forstæder. Hospitalerne Queen Elizabeth Hospital, Modbury Hospital og Noarlunga Hospital skulle være specielle kirurgiske hospitaler. Repatriation General Hospital skulle udvides fra ikke kun at være for krigsveteraner til også at omfatte behandling slagtilfælde, ortopædisk rehabilitering og ældrepleje. Efter finanskrisen i 2008 er det endnu åbent, om disse planer bliver gennemført.
Royal District Nursing Service (South Australia) er en velgørenhedsorganisation, som leverer sygepleje uden for hospitalerne, hvilket letter presset på South Australias offentlige hospitalssystem.

### Transport
Adelaide er beliggende centralt på det australske fastland og er derfor et vigtigt knudepunkt for øst-vestgående (Indian Pacific) og nord-sydgående ruter (The Ghan). Byen selv har et offentlig transportsystem, der dækker hele metropolområdet. Det er organiseret af Adelaide Metro. Adelaide Metro består af et udliciteret bussystem inklusiv O-Bahn Busway, metropoljernbanerne (med diesel og eldrevede linjer) og Adelaide-Glenelg sporvognslinjen-Glenelg Tram, som blev udvidet i 2010 gennem centrum til den indre nordvestlige forstad Hindmarsh. Der er planer om forlænge sporvognslinjen til Port Adelaide og Semaphore. En sporvognsrundstrækning i centrum og en forbindelse fra centrum til Adelaide Airport planlægges også.
Vejnetværket i Adelaide har historisk været mere velfungerende end i andre australske storbyer. Byen var fra grundlæggelsen forsynet med brede flersporede veje og Adelaide har været kendt som en "tyve-minutters-by", hvor pendlere kunne komme fra de yderste forstæder til centrum på rundt regnet 20 minutter. Mange af disse veje kan dog ikke længere klare Adelaides stigende trafik, og trafikpropper opstår jævnligt.
Adelaides metropolområde har én motorvej (freeway) og tre motortrafikveje (expressways). Efter byggetidspunkt er det:
- South Eastern Freeway (M1) forbinder det sydøstlige hjørne af Adelaide Plain med Adelaide Hills og videre til Murray Bridge og Tailem Bend, hvor den fortsætter som National Highway 1 mod sydøst til Melbourne.
- Southern Expressway (M2) forbinder de yderste sydlige forstæder med centrum og de indre forstæder. Den går parallelt med South Road.
- North-South Motorway (M2) er et større igangværende projekt, som vil blive den vigtigste nord-syd korridor. Den skal erstatte, hvad der nu er South Road og forbinde Southern Expressway med Port River Expressway. I dag er motorvejen hævet fra krydset med Port River Expressway til Regency Road i Adelaides indre nordvest. Motorvejen er under forlængelse i begge ender ved Darlington og i "Torrens to Torrens" projektet.
- Port River Expressway (A9) forbinder Port Adelaide og Outer Harbor med Port Wakefield Road i den nordlige del af metropolområdet.
- Northern Expressway (Max Fatchen Expressway) (M20) er de nordlige forstæders omfartsvej. Den forbinder Sturt Highway (National Highway 20) via Gawler Bypass til Port Wakefield Road få kilometer nord for Port River Expressway.
- Northern Connector (planlagt rute M20) påbegyndes i 2016 og skal forbinde North-South Motorway med Northern Expressway. Vejen vil ikke direkte være en betalingsvej, men South Australia vil blive testområde for en vejskat, der indebærer at lastvogne skal betale direkte for vejbrug i stedet for indirekte gennem høje registreringsafgifter.

#### Lufthavne
Adelaides metropolområde har to kommercielle lufthavne, Adelaide Airport og Parafield Airport. Adelaide Airport i Adelaides vestlige forstæder har mere end 7 millioner passagerer årligt. Parafield Airport 18 kilometer nord for centrum bruges til mindre fly, pilottræning og fritidsflyvning. Parafield Airport var Adelaides vigtigste luft indtil Adelaide Airport åbnede i februar 1955.

### El, gas og vand
Firmaet Adelaide Electric Supply Company stod oprindelig for elforsyningen til Adelaide. Det blev nationaliseret af Playford-regeringen i 1946, under navnet Electricity Trust of South Australia (ETSA), nu kendt som SA Power Networks. ETSA blev privatiseret i 1999 til trods for betydelig offentlig modstand. Det Liberale Parti med John Olsen i spidsen manglede én stemme for at gennemføre den nødvendige lovgivning indtil Labors parlamentsmedlem Trevor Crothers meldte sig ud af partiet og stemte med regeringen. Privatiseringen blev udført som en udlejning af distributionsnetværket i 200 år og et salg af kraftværksdelen til Cheung Kong Holdings for 3,5 milliarder AUD (11 gange ETSA's årlige indtægter). Elektricitetsmarkedet blev åbnet for konkurrence i 2003. Det var forventet, at det ville betyde lavere priser, men priserne steg 23,7 % det første år. I 2004 blev privatiseringen regnet for at være en fiasko. Priserne var steget 60 % og regeringen havde haft et anslået tab på 3 milliarder AUD i de første 10 år efter privatiseringen. I 2012 kom industrien under mistanke for at reducere kapaciteten ved at lukke generatorer for på den måde at presse priserne op. Medierne kunne også afsløre, at delstatsregeringen i 2009 havde godkendt en prisstigning på 46% for at dække forventede produktionsomkostninger til trods for, at omkostningerne i 2012 reelt var faldet med 35%.[kilde mangler] Disse prisstigninger og subsidier førte til, at South Australia havde de højeste elpriser i verden.
SA Power Networks distribuerer nu elektricitet fra transmissionsfirmaer til slutbrugere. Privatiseringen førte til konkurrence fra en række firmaer, der specialiserer sig i produktion, transmission, distribution eller salg af elektricitet og gas. Nogle af de største firmaer er : TRUenergy, som producerer elektricitet, ElectraNet, som sender elektricitet fra kraftværkerne til distributionsnetværket, Lumo Energy og AGL Energy, der sælger gas og elektricitet til slutbrugerne. Betydelige investeringer er gennemført til vedligehold og udbygning af distributionsnetværket for at sikre en pålidelig elforsyning.
Adelaide får hovedparten af sin elektricitet fra et gasfyret værk drevet af AGL Energy på Torrens Island. Derudover får byen el fra kraftværkerne ved Port Augusta og Pelican Point og fra forbindelsen til det nationale netværk. Gas kommer primært fra Moomba gasværket i Cooper Basin og føres i rør til Adelaide og andre områder i delstaten. I 2011 fik South Australia 18 % af sin elektricitet fra vindkraft (delstaten havde 51 % af den installerede vindkraft-kapacitet i Australien). I 2020 havde delstaten 2 GW vindkraft og 2,5 GW solkraft, og flere elnet-batterier.
Adelaides vandforsyning kommer til dels fra reservoirerne: Mount Bold, Happy Valley, Myponga, Millbrook, Hope Valley, Little Para og South Para. Bidraget fra disse reservoirer ligger så lavt som 10 % af behovet i tørkeår og omkring 60 % i år med gennemsnitlig nedbør. Det resterende vand hentes fra River Murray. I 2013 åbnede et afsaltningsanlæg, der kan levere halvdelen af Adelaides behov (100GL om året). Vandforsyningen varetages af det statsejede SA Water.